# Léon Teisserenc de Bort
Léon Philippe Teisserenc de Bort (Nascido no dia 5 de Novembro de 1855 em Paris, França – Falecido no dia 2 de Janeiro de 1913 em Cannes, França) foi um meteorologista e pioneiro Francês na área de aerologia. Juntamente com Richard Assmann (1845-1918), é creditado como co-descobridor da estratosfera, os dois anunciaram sua descoberta durante o mesmo período de tempo em 1902. Teisserenc de Bort foi pioneiro na utilização de balões instrumentados não tripulados e foi o primeiro a identificar a região na atmosfera em torno de 8 a 17 km de altura, onde o gradiente adiabático chega a zero, conhecida hoje como a tropopausa.

## Primeiros anos e carreira
Era filho de um engenheiro. Começou sua carreira científica em 1880, quando entrou no departamento de meteorologia do Bureau Central Météorologique (Centro Administrativo de Meteorologia Nacional, um departamento do governo francês) em Paris com Eleuthère Mascart. Em 1883, 1885 e 1887 fez viagens ao norte da África para estudar geologia e magnetismo terrestre e durante este período publicou alguns gráficos importantes da distribuição de pressão a uma altura de 4 mil metros. Entre 1892 e 1896, Teisserenc de Bort foi meteorologista chefe do Bureau.

## Pioneiro de balões instrumentados
Após sua renúncia do Bureau em 1896, criou um observatório meteorológico privado em Trappes, perto de Versailles. Lá ele realizou investigações sobre nuvens e os problemas do ar acima. Realizou experimentos com balões de hidrogênio instrumentados voadores e foi um das primeiras pessoas a usar esses dispositivos.
Em 1898, Teisserenc de Bort publicou um importante artigo em Comptes Rendus detalhando suas pesquisas por meio de balões na constituição da atmosfera. Notou que enquanto a temperatura do ar diminuía constantemente até aproximadamente 11 km de altura, permanecia constante acima daquela altitude (até os pontos mais altos que poderia alcançar). Resumindo, descobriu uma indicação de uma inversão de temperatura ou pelo menos de uma gradiente adiabático de zero acima dessa altitude. Por muitos anos, ele não tinha certeza se descobriu um fenômeno físico verdadeiro ou se suas medições sofriam de um viés sistemático (de fato, as primeiras medições tiveram um viés de temperatura positivo, já que os instrumentos estavam sujeitos ao aquecimento radiativo pela irradiação solar). É por isso que Teisserenc de Bort realizou mais de 200 experimentos com balões (com uma parte substancial deles sendo realizada durante a noite para eliminar o aquecimento por irradiação) até 1902, quando sugeriu que a atmosfera era dividida em duas camadas.

## Troposfera e estratosfera
Durante os anos seguintes, nomeou as duas camadas da atmosfera conhecidas como "troposfera" e "estratosfera". Essa convenção de nomenclatura foi mantida desde então, com camadas (de maior altitude) que foram posteriormente descobertas recebendo nomes desse tipo. Após a morte de Teisserenc de Bort em 1913, os herdeiros doaram o observatório ao estado para que as pesquisas pudessem continuar.

## Investigações adicionais
Também realizou investigações perto de Viborg na Dinamarca em 1902-1903, na Suécia e sobre o Zuider Zee, o Mediterrâneo e a região tropical do Atlântico e preparou um dirigível especial para estudar as correntes acima dos ventos alísios. Foi eleito membro da Real Sociedade Meteorológica em 1903, membro honorário em 1909 e recebeu a Medalha de Ouro Symons da Sociedade em 1908. Colaborou com Hugo Hildebrandsson em Les bases de la météorologie dynamique (1907).

## Em sua homenagem
- A cratera Teisserenc na Lua
- A cratera Teisserenc de Bort em Marte